# Aardbeving Bodrum 2017
Op 21 juli 2017 vond er een aardbeving van 6,6 plaats in de Egeïsche Zee, 10 kilometer van de Turkse stad Bodrum op een diepte van 7 kilometer. Op het Griekse eiland Kos kwamen twee personen om en raakten ten minste 120 personen gewond, in Turkije raakten ten minste 360 personen gewond.

## Aardbeving

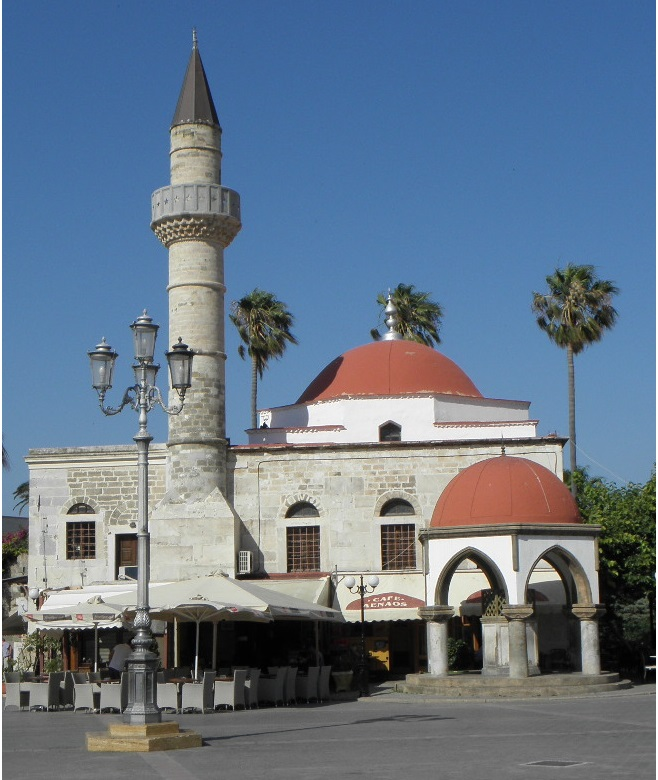
Defterdarmoskee voor de aardbeving

De aardbeving vond plaats om 01:30 uur lokale tijd iets ten zuidwesten van het eiland Kara Ada voor de kust van de Turkse badplaats Bodrum. De aardbeving was het gevolg van extensietektoniek door subductie van de Afrikaanse Plaat onder de Egeïsche Plaat in de noord-zuid richting met enkele west-oost breuklijnen. De platen bewegen onder elkaar met een snelheid van ongeveer 1,1 millimeter per jaar.
De aardbeving had een sterkte van 6,6 op de momentmagnitudeschaal. De waargenomen schokken hadden een sterkte van VII op de schaal van Mercalli. Vanuit metingen wordt vermoed dat de aardbeving plaatsvond op een west-oost georiënteerde breuklijn.

### Tsunami
Als gevolg van de aardbeving ontstond er een tsunami met een hoogte van 0,7 meter. Deze veroorzaakte enkele overstromingen en schade aan de kust van Bodrum en Kos.

## Schade en nasleep
Op Kos was zeer veel schade als gevolg van de beving en in kleinere schaal ook in de stad Bodrum. In Kos is het oude centrum zwaar beschadigd, waaronder een kathedraal, de 18e-eeuwse Defterdarmoskee en een 14e-eeuws kasteel. De haven werd gesloten als gevolg van een grote breuk waarbij de kade is verzakt. Een deel van de boten is hierbij verplaatst naar de haven aan de oostzijde van het kasteel en naar Kefalos aan de westkant van het eiland. Om de bevoorrading weer op gang te krijgen, is besloten de haven als eerste te herstellen en te heropenen in augustus 2017.
In totaal zijn er in Griekenland 120 personen gewond geraakt en 2 personen omgekomen. Deze 2 personen bevonden zich ten tijde van de aardbeving in de bar White Corner toen de bovenverdieping van de bar instortte en het plafond naar beneden kwam. De twee personen waren van Zweedse en Turkse afkomst. Zeven zwaargewonden zijn overgevlogen naar ziekenhuizen in Athene en Iraklion, waaronder twee Zweden en een Noor in kritieke toestand. In Bodrum zijn er 360 gewonden gevallen, waaronder mensen die in paniek uit het raam sprongen.

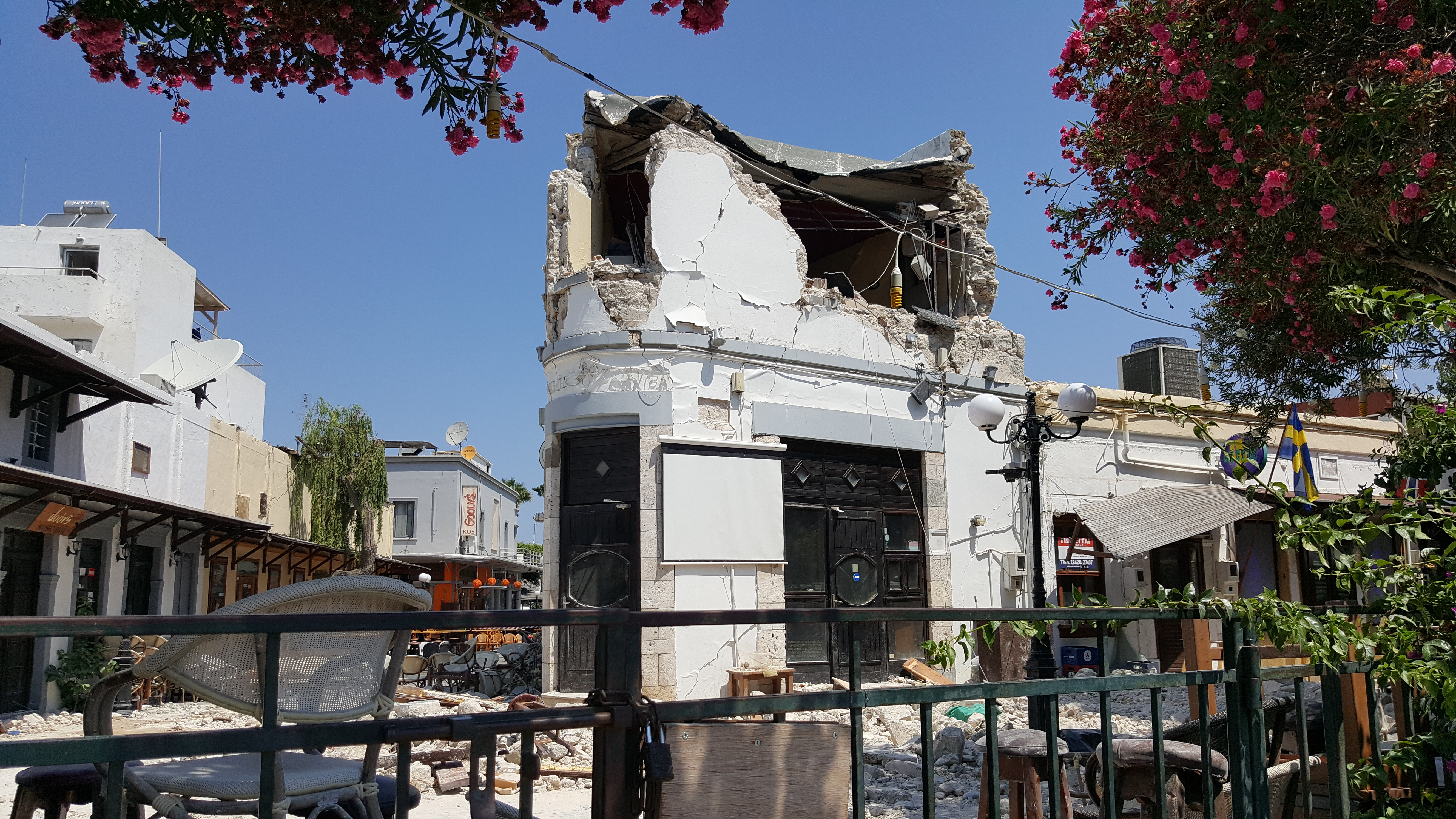
Bar White Corner waar twee personen om het leven kwamen
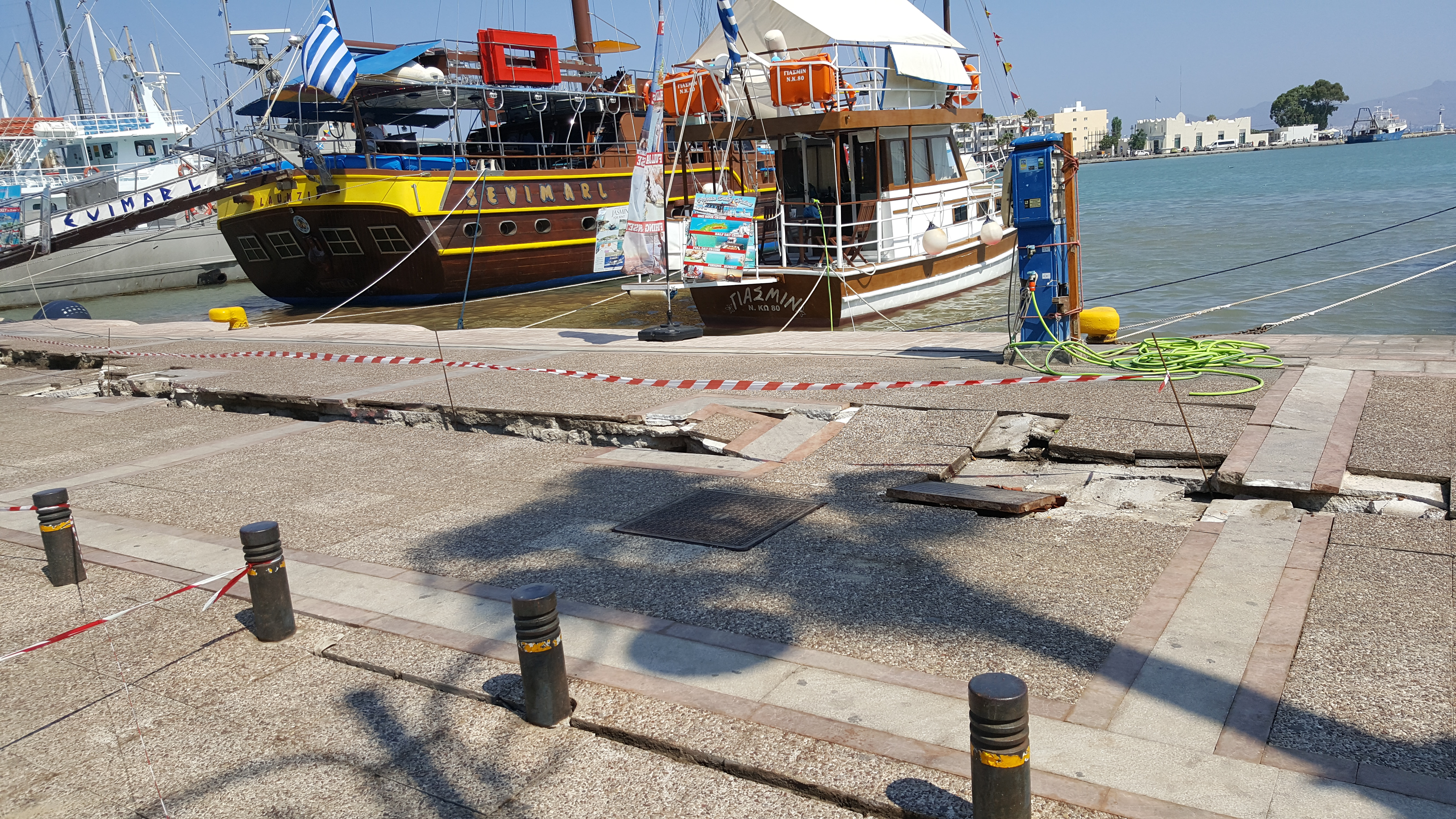
Schade kade Kos